# Jacques Vergès
Jacques Vergès (Ubon Ratchathani, 5 de março de 1925 — Paris, 15 de agosto de 2013) foi um advogado francês que ganhou fama desde a década de 1950, como comunista e anticolonialista e por defender uma longa lista de clientes, primeiro na Argélia e depois ao redor do mundo. Na sua agenda de clientes encontram-se terroristas, criminosos de guerra, ditadores e assassinos em série.
A vida de Jacques Vergès foi retratada no cinema no filme biográfico O Advogado do Terror (2007), do cineasta Barbet Schroeder, que através de entrevistas com o próprio advogado, amigos e clientes, apresenta o seu perfil psicológico e filosófico. O enredo das entrevistas apresenta também as defesas de seus clientes mais famosos.
Em 1957, dois anos depois de se formar, Jacques Vergès começou a carreira defendendo argelinos acusados de assassinato: durante guerra de independência do país magrebino, a qual viria a se concretizar em 3 de julho de 1962, guerrilheiros da Frente de Libertação Nacional plantavam bombas em lugares públicos frequentados por civis franceses. Durante o processo, Vergès se valeu de um tipo de defesa até hoje em voga entre réus de tribunais internacionais, como o ditador iraquiano Saddam Hussein: recusar-se a reconhecer o mérito dos procedimentos e a autoridade do juiz e do júri, devolvendo contra eles as acusações de abuso e assassinato. Conseguiu, assim, mobilizar a opinião pública em todo o mundo e, por fim, obter a anistia para seus clientes – entre os quais Djamila Bouhired, símbolo do movimento argelino, com quem se casou. Em alguns anos, porém, Vergès se transformou em uma criatura controversa: o advogado voluntariamente procurava seus clientes entre figuras cruéis e se associava, em amizade ou interesse, a alguns dos nomes mais polêmicos do século XX, como Pol Pot, que à frente do Khmer Vermelho ordenou o assassinato de milhões no Camboja, ou o palestino Wadie Haddad, um dos pioneiros em terrorismo internacionalizado. Essa trajetória é tema do documentário O Advogado do Terror (L’Avocat de la Terreur, França, 2007), dirigido pelo cineasta de origem iraniana Barbet Schroeder.

## Lista de Clientes Notáveis
- Klaus Barbie - criminoso nazista
- Djamila Bouhired - terrorista argelina, mais tarde esposa de Jacques Vergès
- Carlos, o Chacal - terrorista
- Magdalena Kopp - terrorista e esposa de Carlos, o Chacal
- Pol Pot, líder do Khmer Vermelho no Camboja
- Ieng Sary, também do Khmer Vermelho
- Khieu Samphan, outro membro do alto-escalão do Khmer Vermelho
- Georges Ibrahim Abdallah, terrorista
- Idriss Déby, ex-Presidente do Chade
- Omar Bongo, ex-Presidente do Gabão
- Denis Sassou-Nguesso, ex-líder da República do Congo
- Norbert Dabira, ex-general da República do Congo
- Slobodan Milošević, ditador e ex-presidente da Sérvia
- Anis Naccache, guerrilheiro libanês